# 牛崎 (新潟市)
牛崎（うしざき）は、新潟県新潟市南区の町字。郵便番号は950-1444。

## 概要
1889年（明治22年）から現在の大字。信濃川左岸に位置する。
もとは江戸時代から1889年（明治22年）まであった牛崎村の区域の一部。

### 隣接する町字
北から東回り順に、以下の町字と隣接する。
- 平潟
- 菱潟新田
- 戸頭
- 庄瀬
- 下道潟
- 平潟新田

## 歴史
開発年代は不明。1683年（天和3年）に村名の記録が残る。1884年（明治17年）に牛崎新田と牛崎村分を合併。

### 編入した村・新田
1889年（明治22年）以前に、以下の村・新田を編入。
牛崎新田（うしざきしんでん）
江戸時代から1884年（明治17年）まであった新田名。信濃川左岸に位置する。
1636年（寛永13年）に開発され、牛崎村から分村して成立。1884年（明治17年）に牛崎村の一部となる。
牛崎村分（うしざきむらぶん）
江戸時代から1884年（明治17年）まであった村名。万年新田の区域内で開発され、後に分村。なお、分村年代は不明。

### 年表
- 1889年（明治22年）4月1日 : 合併により菱潟村の大字となる。
- 1902年（明治35年）4月1日 : 合併により庄瀬村の大字となる。
- 1955年（昭和30年）3月31日 : 合併により白根町の大字となる。
- 1959年（昭和34年）6月1日 : 白根町の市制施行により、白根市の大字となる。
- 2005年（平成17年）3月21日 : 合併により新潟市の大字となる。
- 2007年（平成19年）4月1日 : 新潟市の政令指定都市移行により、南区の大字となる。

## 世帯数と人口
2018年（平成30年）1月31日現在の世帯数と人口は以下の通りである。
| 大字 | 世帯数 | 人口 |
| ---- | ------ | ---- |
| 牛崎 | 29世帯 | 81人 |

## 小・中学校の学区
市立小・中学校に通う場合、学区は以下の通りとなる。
| 番地 | 小学校             | 中学校             |
| ---- | ------------------ | ------------------ |
| 全域 | 新潟市立庄瀬小学校 | 新潟市立白南中学校 |